# محافظة نيونغوون
محافظة نيونغون هي محافظة تقع في بيونغان الجنوبية، كوريا الشمالية.